# Kardynał Lamberto
Kardynał Lamberto – postać fikcyjna występująca w filmie Ojciec chrzestny III, włoski duchowny rzymskokatolicki, biskup Palermo. W rolę kardynała wcielił się Raf Vallone.
W filmie pojawia się, gdy don Michael Corleone postanawia powiadomić wysokiego dostojnika kościelnego o malwersacjach mających miejsce w Banku Watykańskim za sprawą jego dyrektora arcybiskupa Gildaya i głównego księgowego Fredericka Keinszinga. Podczas tego spotkania duchowny namawia dona na pierwszą od kilkudziesięciu lat spowiedź.
Po raz kolejny widzowie filmu obserwują postać kardynała podczas konklawe zwołanego po śmierci papieża Pawła VI, wtedy to Lamberto zostaje wybrany nową głową kościoła, przybierając imię Jana Pawła I. Nowy papież niemalże natychmiast po wyborze podejmuje decyzję o kontroli w Banku Watykańskim.
Działania te zagrażają jednak kościelnym finansistom, dlatego też arcybiskup Gilday decyduje się na otrucie papieża. Mimo starań Dona Michaela zamach kończy się powodzeniem, Jan Paweł I wypija zatrutą herbatę, po czym zostaje znaleziony martwy we własnym łóżku.
Postać kardynała wzorowana jest na Janie Pawle I (Albino Lucianim), papieżu w okresie od 26 sierpnia do 28 września 1978 roku.